# Filip och Fredrik

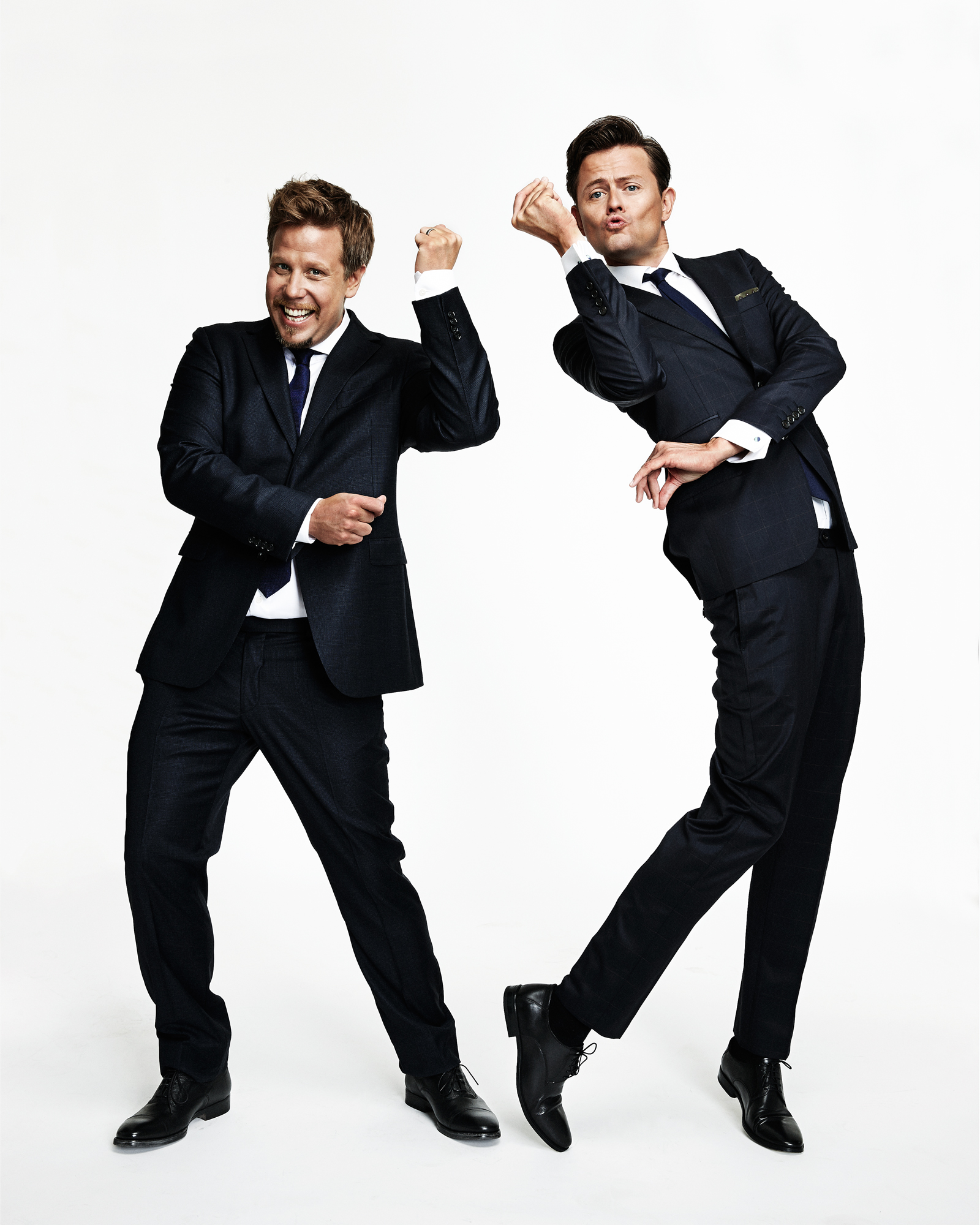
Filip och Fredrik.

Filip Hammar och Fredrik Wikingsson, Filip och Fredrik, är en svensk underhållningsduo. Hammar och Wikingsson är båda journalister, författare och programledare.

## Historia

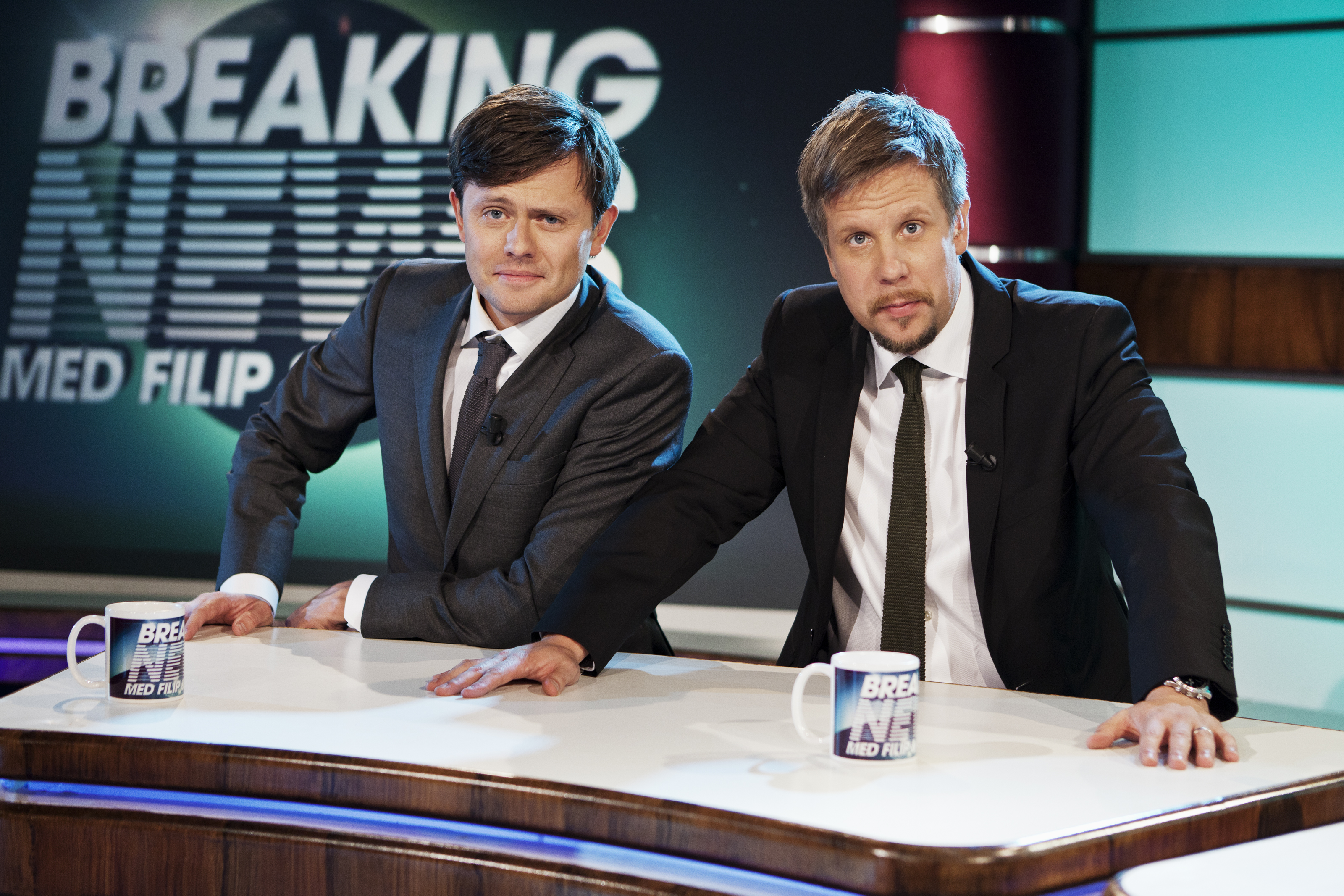
Filip och Fredrik i Breaking News 2012.

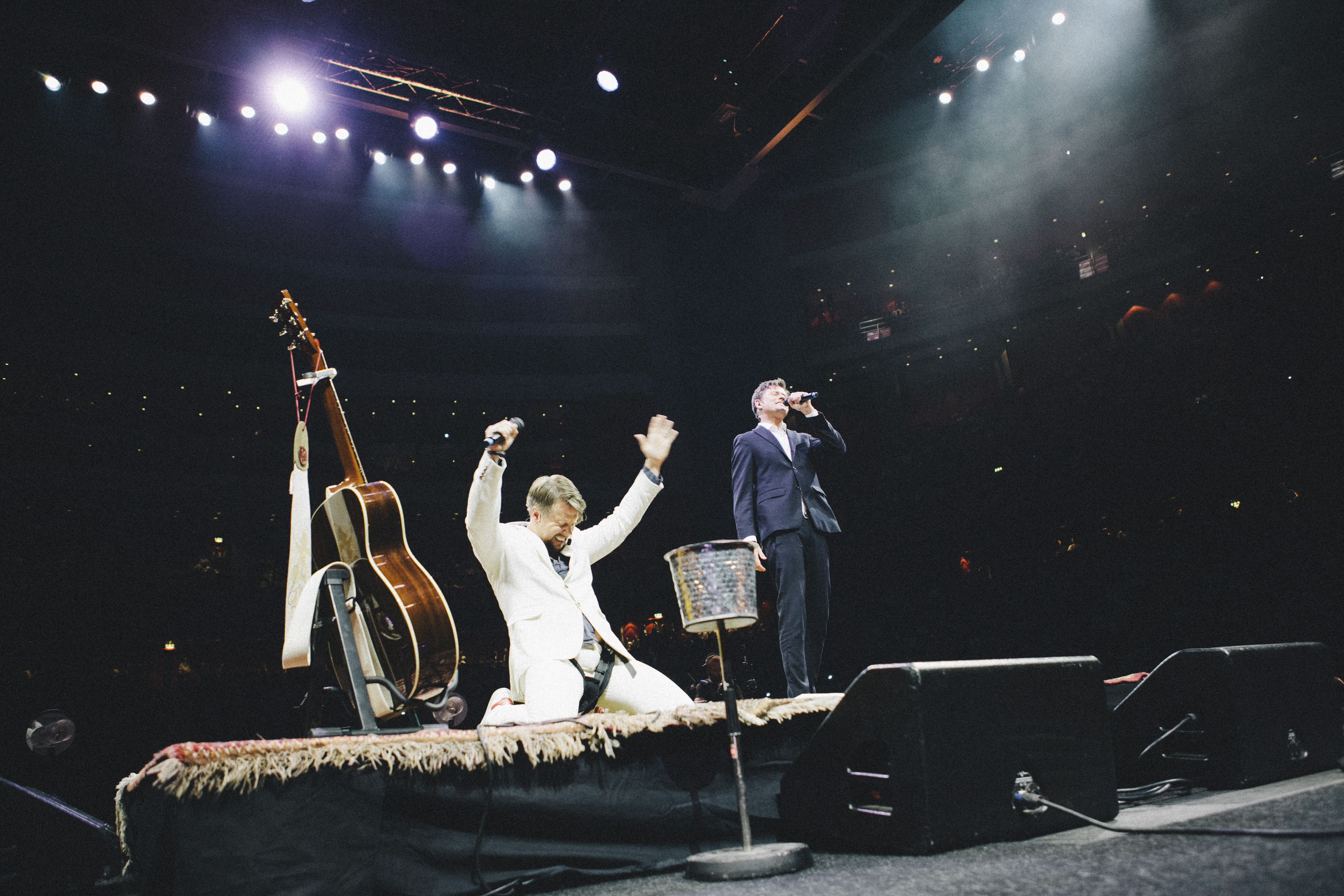
Filip och Fredrik live i Globen i Stockholm 2014.

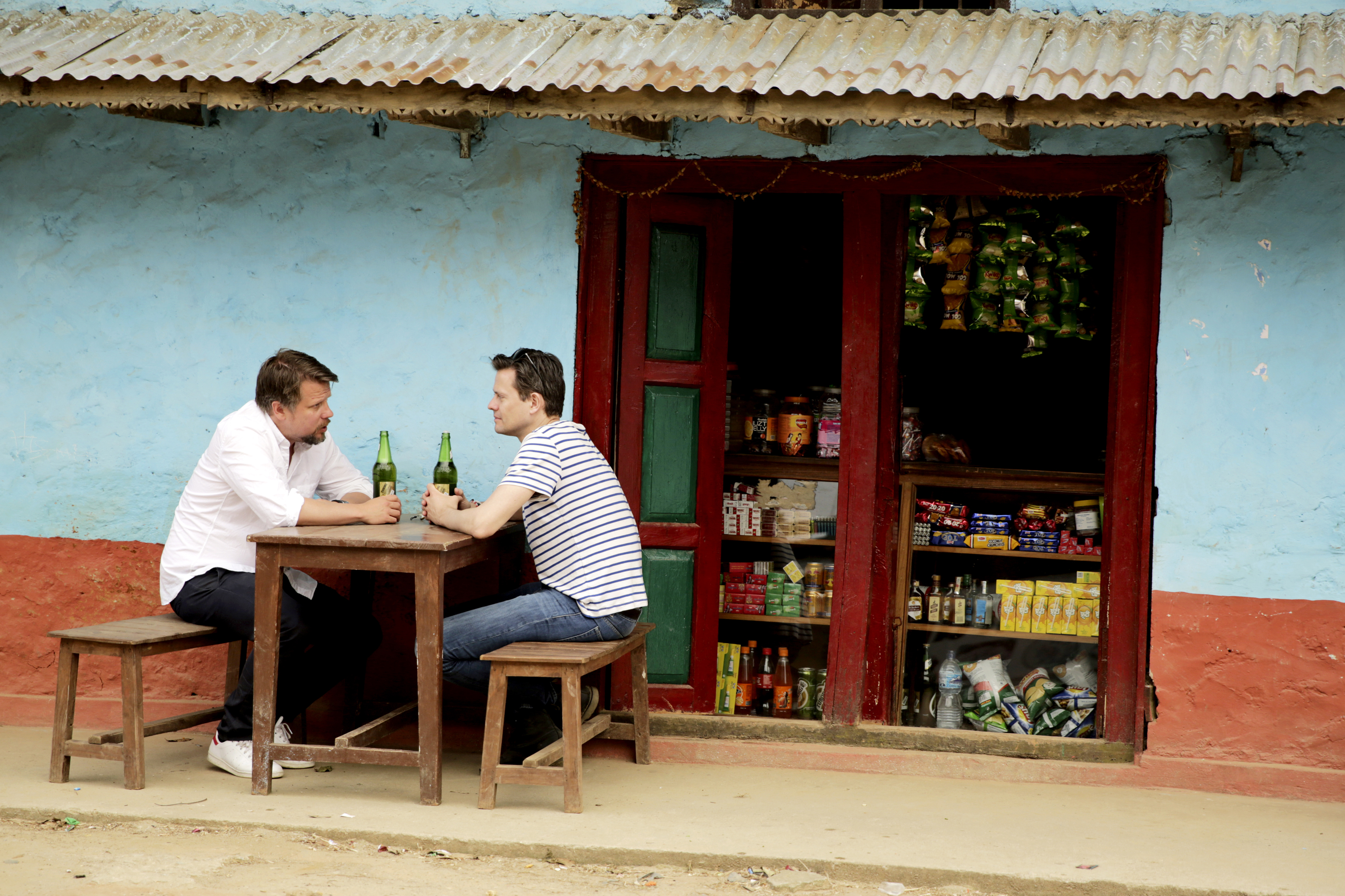
Filip och Fredrik i Nepal i tv-serien Jorden runt på 6 steg 2015.

Hammar och Wikingsson träffades första gången på Aftonbladet 1996, där båda jobbade som nöjesreportrar. Vännerna blev kompisar på riktigt, enligt dem själva, på en gemensam USA-resa, där de bland annat besökte New York, Las Vegas och Texas. 
Duon skrev under sin tid på produktionsbolaget Jarowskij nyhetsbrevet "Jörgen & Jonny" under pseudonym, utskicket nådde ca 5 000 prenumeranter och innehöll bland annat skvaller från mediebranschen. Ett återkommande tema i nyhetsbrevet var att lämna ut kända personers telefonnummer, något som de upprepat under sin TV-karriär.   
År 2000 debuterade de i TV-rutan som tittarombudsmän i programmet Hello Sydney, som anses vara ett kalkonprogram, bland annat enligt Hammar och Wikingsson själva.[källa behövs]
Duon startade vintern 2001 handelsbolaget Framgångsfabriken.
Komikerduon fick sitt riktiga genombrott 2002 med sitt uppmärksammade program Ursäkta Röran (Vi bygger om) som sändes i TV4. Programmet skapade tittarstormar, debatter och anmäldes till granskningsnämnden flera gånger.[källa behövs] Detta ledde till att Hammar och Wikingsson var med som gäster i programmet Position X, där de visade upp Tommy Körbergs telefonnummer i tv. Efter det sysslade komikerduon med skolprojektet Öppna dagar, som sändes i Öppna Kanalen år 2003.
Senare år 2003 gjorde Hammar och Wikingsson en comeback med programserien High Chaparall i Kanal 5, som blev en succé.[källa behövs] Sedan följde flera serier i samma kanal, som exempelvis humorprogrammet 100 höjdare, Ett herrans liv och reseprogrammet Grattis Världen. Hammar och Wikingsson var även värdar för Rockbjörnen 2006.
Hammar och Wikingsson är även författare och har skrivit böckerna Två nötcreme och en Moviebox, Så tar du ut din lön i Choklad, 100 höjdare och Tårtgeneralen.
Den 4 juli 2007 debuterade Hammar och Wikingsson som sommarpratare tillsammans i P1:s Sommar. De berättade om den första USA-resa de gjorde tillsammans och hur den väckte deras attraktion till landet och varandra.
11 april 2012 gav sig paret ut på en landsomfattande turné vid namn "Jakten på den försvunna staden". Med start i Umeå och avslut i Göteborg den 16 december. Turnén möttes till stor del av fina recensioner.[källa behövs]
Årsskiftet 2012/2013 lämnade duon produktionsbolaget Stockholm-Köpenhamn som de startade 2001 (och sålde 2007). Deras nya produktionsbolag kallas Nexiko och det första programmet blev intervjuprogramserien Hissen i Kanal 5. Filip och Fredrik har sedan försäljningen av sitt första produktionsbolag inte några rättigheter till de programformat de skapade fram till 2012.
2013 firade duon 10 år på Kanal 5 med en tvåtimmars TV-special, Roast & toast: 10 år med Filip och Fredrik, där de roastades av bl.a. Felix Herngren, Renée Nyberg och Peter Wahlbeck med Fabio som roastmaster. Den sågs av 227 000 tittare.

## Tittarsiffror
2011 låg Filip och Fredriks karriärsnitt på 344 000 tittare, men därefter har tittarsiffrorna sjunkit. Efter sju sända avsnitt av säsong ett hade "Breaking News" i snitt lockat 181 000 tittare per program, det lägsta tittarsnitt Filip och Fredrik haft under hela sin åttaåriga historia på Kanal 5.
2013 lockade "Hissen" 199 000 tittare, säsong två av "Nugammalt" 155 000 och säsong tre av "Breaking News" bara i snitt 141 000 tittare per program. Nästa program, "La Bamba", hade ett snitt på 146 000 tittare. Dessa tittarsiffror kan jämföras med att tv-programmet "På spåret"  hade 2 550 000 tittare när Filip och Fredrik mötte Karin Hübinette  och Stefan Holm den 4 januari 2008. I finalprogrammet av På spåret i mars 2015 när de mötte Elisabet Höglund och Jesper Rönndahl sågs det av nästan 3 miljoner tittare, vilket blev det årets nionde mest sedda program.

## Bra eller anus
"Bra eller anus" var ursprungligen namnet på en lek i Öppna dagar (2003); Filip och Fredrik använde senare samma lek i programmet High Chaparall, då intervjuobjekten skulle kommentera olika företeelser med orden "bra" eller "anus". En vanlig fråga som Hammar och Wikingsson ställde var "Old European women who travel to Gambia to fuck male prostitutes - bra eller anus?"
I säsong två av High Chaparall förekom även en låt som vinjett till "Bra eller anus"; musiken var tagen från The Archies låt "Sugar, Sugar".
Uttrycket 'Bra eller anus' myntades av reklammannen David Sundin, som var med och producerade Öppna Dagar.

## Produktioner

### TV-program
- 2002 – Ursäkta röran (Vi bygger om)
- 2003 – Öppna dagar
- 2003–2005, 2008 – High Chaparall
- 2004–2008 – 100 höjdare
- 2005 – Grattis världen
- 2006–2007 – Ett herrans liv
- 2007–2010 – Boston Tea Party
- 2009 – Söndagsparty
- 2010 – Lite sällskap
- 2011 – Nittileaks
- 2011–2013, 2015–2018 – Breaking News
- 2012 – Får vi följa med?
- 2013 – Hissen
- 2013 – Nugammalt
- 2014 – La Bamba
- 2014, 2016 – Ska vi göra slut?
- 2015, 2016 – Jorden runt på 6 steg
- 2019 – Alla mot alla med Filip och Fredrik

#### Engångsprojekt
- 2008 – Racet till Vita huset
- 2011 – Filip & Fredriks årskrönika 2010
- 2011 – Filip & Fredriks årskrönika 2011
- 2012 – Oscarsgalan 2012 med Filip och Fredrik
- 2013 – Oscarsgalan 2013 med Filip och Fredrik
- 2013 – Roast & toast: 10 år med Filip och Fredrik
- 2014 – Kanal 5's nyårsgala 2013
- 2016 – I Trumpland med Filip & Fredrik
- 2016 – Trump Vs. Clinton – Valvaka med Filip och Fredrik
- 2020 – Trump vs. Biden – Filip & Fredriks valvaka

#### Medverkan i andra program
- 2000 – Hello Sydney
- 2008–2012 – Vem kan slå Filip och Fredrik
- 2007–2010, 2014–2016 – På spåret (tävlande lag)
- 2012 – Kristallengalan (programledare)
- 2015 – Getting Doug with high (gäster)
- 2015 – Hela Sverige skramlar (programledare tillsammans med Petra Mede)

### TV-serier
- 2007–2008 – Myggan

### Filmer
- 2015 – Trevligt folk. Realityfilm inspelad 2013 tillsammans med Karin af Klintberg. Filmen följer ett somaliskt bandylag i Borlänge, som med bandylegenden Per Fosshaug som förbundskapten satsar på att ta sig till VM i Sibirien 2014.[7] Filmen hade världspremiär på Göteborg Film Festival den 24 januari 2015.[8]
- 2018 – Tårtgeneralen. Spelfilm baserad på deras bok med samma namn.
- 2024 – Den sista resan. Dokumentärfilm om Lars Hammar, pappa till Filip, och deras resa till Frankrike.

### Scenföreställningar
- 2012 – Jakten på den försvunna staden

### Radioprogram
- Värdar för Sommar i P1 4 juli 2007
- The Nosebleed Nightshift (2009–2011)
- The Filip and Fredrik podcast (2014–2017)
- Filip och Fredriks podcast (2010–2014, 2017–)
- Filip & Fredrik svarar (2022–)

## Utmärkelser
| År   | Pris             | Kategori                    | Verk                                |
| ---- | ---------------- | --------------------------- | ----------------------------------- |
| 2004 | Pocketgalan      | Mest sålda svenska fackbok  | Två nötcreme och en Moviebox        |
| 2006 | Kristallen       | Årets Förnyare              | -                                   |
| 2006 | Kristallen       | Årets Livsstilsprogram      | Grattis Världen                     |
| 2006 | Kristallen       | Årets Humorprogram          | 100 höjdare                         |
| 2008 | Stockholmspriset | Årets Media                 | Racet till Vita Huset               |
| 2011 | Kristallen       | Årets manliga programledare | -                                   |
| 2012 | Kristallen       | Årets manliga programledare | -                                   |
| 2012 | Kristallen       | Årets Realityprogram        | Får vi följa med?                   |
| 2012 | Kristallen       | Årets Program               | Får vi följa med?                   |
| 2016 | Kristallen       | Årets manliga programledare | -                                   |
| 2019 | Kristallen       | Årets Underhållningsprogram | Alla mot alla med Filip och Fredrik |
| 2022 | Kristallen       | Årets Underhållningsprogram | Alla mot alla med Filip och Fredrik |